# Етюд на Троицки
Етюд на Трòицки е известният етюд на руския шахматен композитор Алексей Троицки, където в ендшпила се обявява мат само с един офицер. Този мат е наречен мат на Троицки. Етюдът е публикуван за първи път през 1895 г. в сп. „Новое время“.
|   | a | b | c | d | e | f | g | h |   |
| 8 | черен цар на черно поле f8 · черна пешка на черно поле e7 · черна пешка на бяло поле h7 · бяла пешка на бяло поле g6 · бял цар на бяло поле d5 · бял офицер на черно поле e3 | черен цар на черно поле f8 · черна пешка на черно поле e7 · черна пешка на бяло поле h7 · бяла пешка на бяло поле g6 · бял цар на бяло поле d5 · бял офицер на черно поле e3 | черен цар на черно поле f8 · черна пешка на черно поле e7 · черна пешка на бяло поле h7 · бяла пешка на бяло поле g6 · бял цар на бяло поле d5 · бял офицер на черно поле e3 | черен цар на черно поле f8 · черна пешка на черно поле e7 · черна пешка на бяло поле h7 · бяла пешка на бяло поле g6 · бял цар на бяло поле d5 · бял офицер на черно поле e3 | черен цар на черно поле f8 · черна пешка на черно поле e7 · черна пешка на бяло поле h7 · бяла пешка на бяло поле g6 · бял цар на бяло поле d5 · бял офицер на черно поле e3 | черен цар на черно поле f8 · черна пешка на черно поле e7 · черна пешка на бяло поле h7 · бяла пешка на бяло поле g6 · бял цар на бяло поле d5 · бял офицер на черно поле e3 | черен цар на черно поле f8 · черна пешка на черно поле e7 · черна пешка на бяло поле h7 · бяла пешка на бяло поле g6 · бял цар на бяло поле d5 · бял офицер на черно поле e3 | черен цар на черно поле f8 · черна пешка на черно поле e7 · черна пешка на бяло поле h7 · бяла пешка на бяло поле g6 · бял цар на бяло поле d5 · бял офицер на черно поле e3 | 8 |
| 7 | черен цар на черно поле f8 · черна пешка на черно поле e7 · черна пешка на бяло поле h7 · бяла пешка на бяло поле g6 · бял цар на бяло поле d5 · бял офицер на черно поле e3 | черен цар на черно поле f8 · черна пешка на черно поле e7 · черна пешка на бяло поле h7 · бяла пешка на бяло поле g6 · бял цар на бяло поле d5 · бял офицер на черно поле e3 | черен цар на черно поле f8 · черна пешка на черно поле e7 · черна пешка на бяло поле h7 · бяла пешка на бяло поле g6 · бял цар на бяло поле d5 · бял офицер на черно поле e3 | черен цар на черно поле f8 · черна пешка на черно поле e7 · черна пешка на бяло поле h7 · бяла пешка на бяло поле g6 · бял цар на бяло поле d5 · бял офицер на черно поле e3 | черен цар на черно поле f8 · черна пешка на черно поле e7 · черна пешка на бяло поле h7 · бяла пешка на бяло поле g6 · бял цар на бяло поле d5 · бял офицер на черно поле e3 | черен цар на черно поле f8 · черна пешка на черно поле e7 · черна пешка на бяло поле h7 · бяла пешка на бяло поле g6 · бял цар на бяло поле d5 · бял офицер на черно поле e3 | черен цар на черно поле f8 · черна пешка на черно поле e7 · черна пешка на бяло поле h7 · бяла пешка на бяло поле g6 · бял цар на бяло поле d5 · бял офицер на черно поле e3 | черен цар на черно поле f8 · черна пешка на черно поле e7 · черна пешка на бяло поле h7 · бяла пешка на бяло поле g6 · бял цар на бяло поле d5 · бял офицер на черно поле e3 | 7 |
| 6 | черен цар на черно поле f8 · черна пешка на черно поле e7 · черна пешка на бяло поле h7 · бяла пешка на бяло поле g6 · бял цар на бяло поле d5 · бял офицер на черно поле e3 | черен цар на черно поле f8 · черна пешка на черно поле e7 · черна пешка на бяло поле h7 · бяла пешка на бяло поле g6 · бял цар на бяло поле d5 · бял офицер на черно поле e3 | черен цар на черно поле f8 · черна пешка на черно поле e7 · черна пешка на бяло поле h7 · бяла пешка на бяло поле g6 · бял цар на бяло поле d5 · бял офицер на черно поле e3 | черен цар на черно поле f8 · черна пешка на черно поле e7 · черна пешка на бяло поле h7 · бяла пешка на бяло поле g6 · бял цар на бяло поле d5 · бял офицер на черно поле e3 | черен цар на черно поле f8 · черна пешка на черно поле e7 · черна пешка на бяло поле h7 · бяла пешка на бяло поле g6 · бял цар на бяло поле d5 · бял офицер на черно поле e3 | черен цар на черно поле f8 · черна пешка на черно поле e7 · черна пешка на бяло поле h7 · бяла пешка на бяло поле g6 · бял цар на бяло поле d5 · бял офицер на черно поле e3 | черен цар на черно поле f8 · черна пешка на черно поле e7 · черна пешка на бяло поле h7 · бяла пешка на бяло поле g6 · бял цар на бяло поле d5 · бял офицер на черно поле e3 | черен цар на черно поле f8 · черна пешка на черно поле e7 · черна пешка на бяло поле h7 · бяла пешка на бяло поле g6 · бял цар на бяло поле d5 · бял офицер на черно поле e3 | 6 |
| 5 | черен цар на черно поле f8 · черна пешка на черно поле e7 · черна пешка на бяло поле h7 · бяла пешка на бяло поле g6 · бял цар на бяло поле d5 · бял офицер на черно поле e3 | черен цар на черно поле f8 · черна пешка на черно поле e7 · черна пешка на бяло поле h7 · бяла пешка на бяло поле g6 · бял цар на бяло поле d5 · бял офицер на черно поле e3 | черен цар на черно поле f8 · черна пешка на черно поле e7 · черна пешка на бяло поле h7 · бяла пешка на бяло поле g6 · бял цар на бяло поле d5 · бял офицер на черно поле e3 | черен цар на черно поле f8 · черна пешка на черно поле e7 · черна пешка на бяло поле h7 · бяла пешка на бяло поле g6 · бял цар на бяло поле d5 · бял офицер на черно поле e3 | черен цар на черно поле f8 · черна пешка на черно поле e7 · черна пешка на бяло поле h7 · бяла пешка на бяло поле g6 · бял цар на бяло поле d5 · бял офицер на черно поле e3 | черен цар на черно поле f8 · черна пешка на черно поле e7 · черна пешка на бяло поле h7 · бяла пешка на бяло поле g6 · бял цар на бяло поле d5 · бял офицер на черно поле e3 | черен цар на черно поле f8 · черна пешка на черно поле e7 · черна пешка на бяло поле h7 · бяла пешка на бяло поле g6 · бял цар на бяло поле d5 · бял офицер на черно поле e3 | черен цар на черно поле f8 · черна пешка на черно поле e7 · черна пешка на бяло поле h7 · бяла пешка на бяло поле g6 · бял цар на бяло поле d5 · бял офицер на черно поле e3 | 5 |
| 4 | черен цар на черно поле f8 · черна пешка на черно поле e7 · черна пешка на бяло поле h7 · бяла пешка на бяло поле g6 · бял цар на бяло поле d5 · бял офицер на черно поле e3 | черен цар на черно поле f8 · черна пешка на черно поле e7 · черна пешка на бяло поле h7 · бяла пешка на бяло поле g6 · бял цар на бяло поле d5 · бял офицер на черно поле e3 | черен цар на черно поле f8 · черна пешка на черно поле e7 · черна пешка на бяло поле h7 · бяла пешка на бяло поле g6 · бял цар на бяло поле d5 · бял офицер на черно поле e3 | черен цар на черно поле f8 · черна пешка на черно поле e7 · черна пешка на бяло поле h7 · бяла пешка на бяло поле g6 · бял цар на бяло поле d5 · бял офицер на черно поле e3 | черен цар на черно поле f8 · черна пешка на черно поле e7 · черна пешка на бяло поле h7 · бяла пешка на бяло поле g6 · бял цар на бяло поле d5 · бял офицер на черно поле e3 | черен цар на черно поле f8 · черна пешка на черно поле e7 · черна пешка на бяло поле h7 · бяла пешка на бяло поле g6 · бял цар на бяло поле d5 · бял офицер на черно поле e3 | черен цар на черно поле f8 · черна пешка на черно поле e7 · черна пешка на бяло поле h7 · бяла пешка на бяло поле g6 · бял цар на бяло поле d5 · бял офицер на черно поле e3 | черен цар на черно поле f8 · черна пешка на черно поле e7 · черна пешка на бяло поле h7 · бяла пешка на бяло поле g6 · бял цар на бяло поле d5 · бял офицер на черно поле e3 | 4 |
| 3 | черен цар на черно поле f8 · черна пешка на черно поле e7 · черна пешка на бяло поле h7 · бяла пешка на бяло поле g6 · бял цар на бяло поле d5 · бял офицер на черно поле e3 | черен цар на черно поле f8 · черна пешка на черно поле e7 · черна пешка на бяло поле h7 · бяла пешка на бяло поле g6 · бял цар на бяло поле d5 · бял офицер на черно поле e3 | черен цар на черно поле f8 · черна пешка на черно поле e7 · черна пешка на бяло поле h7 · бяла пешка на бяло поле g6 · бял цар на бяло поле d5 · бял офицер на черно поле e3 | черен цар на черно поле f8 · черна пешка на черно поле e7 · черна пешка на бяло поле h7 · бяла пешка на бяло поле g6 · бял цар на бяло поле d5 · бял офицер на черно поле e3 | черен цар на черно поле f8 · черна пешка на черно поле e7 · черна пешка на бяло поле h7 · бяла пешка на бяло поле g6 · бял цар на бяло поле d5 · бял офицер на черно поле e3 | черен цар на черно поле f8 · черна пешка на черно поле e7 · черна пешка на бяло поле h7 · бяла пешка на бяло поле g6 · бял цар на бяло поле d5 · бял офицер на черно поле e3 | черен цар на черно поле f8 · черна пешка на черно поле e7 · черна пешка на бяло поле h7 · бяла пешка на бяло поле g6 · бял цар на бяло поле d5 · бял офицер на черно поле e3 | черен цар на черно поле f8 · черна пешка на черно поле e7 · черна пешка на бяло поле h7 · бяла пешка на бяло поле g6 · бял цар на бяло поле d5 · бял офицер на черно поле e3 | 3 |
| 2 | черен цар на черно поле f8 · черна пешка на черно поле e7 · черна пешка на бяло поле h7 · бяла пешка на бяло поле g6 · бял цар на бяло поле d5 · бял офицер на черно поле e3 | черен цар на черно поле f8 · черна пешка на черно поле e7 · черна пешка на бяло поле h7 · бяла пешка на бяло поле g6 · бял цар на бяло поле d5 · бял офицер на черно поле e3 | черен цар на черно поле f8 · черна пешка на черно поле e7 · черна пешка на бяло поле h7 · бяла пешка на бяло поле g6 · бял цар на бяло поле d5 · бял офицер на черно поле e3 | черен цар на черно поле f8 · черна пешка на черно поле e7 · черна пешка на бяло поле h7 · бяла пешка на бяло поле g6 · бял цар на бяло поле d5 · бял офицер на черно поле e3 | черен цар на черно поле f8 · черна пешка на черно поле e7 · черна пешка на бяло поле h7 · бяла пешка на бяло поле g6 · бял цар на бяло поле d5 · бял офицер на черно поле e3 | черен цар на черно поле f8 · черна пешка на черно поле e7 · черна пешка на бяло поле h7 · бяла пешка на бяло поле g6 · бял цар на бяло поле d5 · бял офицер на черно поле e3 | черен цар на черно поле f8 · черна пешка на черно поле e7 · черна пешка на бяло поле h7 · бяла пешка на бяло поле g6 · бял цар на бяло поле d5 · бял офицер на черно поле e3 | черен цар на черно поле f8 · черна пешка на черно поле e7 · черна пешка на бяло поле h7 · бяла пешка на бяло поле g6 · бял цар на бяло поле d5 · бял офицер на черно поле e3 | 2 |
| 1 | черен цар на черно поле f8 · черна пешка на черно поле e7 · черна пешка на бяло поле h7 · бяла пешка на бяло поле g6 · бял цар на бяло поле d5 · бял офицер на черно поле e3 | черен цар на черно поле f8 · черна пешка на черно поле e7 · черна пешка на бяло поле h7 · бяла пешка на бяло поле g6 · бял цар на бяло поле d5 · бял офицер на черно поле e3 | черен цар на черно поле f8 · черна пешка на черно поле e7 · черна пешка на бяло поле h7 · бяла пешка на бяло поле g6 · бял цар на бяло поле d5 · бял офицер на черно поле e3 | черен цар на черно поле f8 · черна пешка на черно поле e7 · черна пешка на бяло поле h7 · бяла пешка на бяло поле g6 · бял цар на бяло поле d5 · бял офицер на черно поле e3 | черен цар на черно поле f8 · черна пешка на черно поле e7 · черна пешка на бяло поле h7 · бяла пешка на бяло поле g6 · бял цар на бяло поле d5 · бял офицер на черно поле e3 | черен цар на черно поле f8 · черна пешка на черно поле e7 · черна пешка на бяло поле h7 · бяла пешка на бяло поле g6 · бял цар на бяло поле d5 · бял офицер на черно поле e3 | черен цар на черно поле f8 · черна пешка на черно поле e7 · черна пешка на бяло поле h7 · бяла пешка на бяло поле g6 · бял цар на бяло поле d5 · бял офицер на черно поле e3 | черен цар на черно поле f8 · черна пешка на черно поле e7 · черна пешка на бяло поле h7 · бяла пешка на бяло поле g6 · бял цар на бяло поле d5 · бял офицер на черно поле e3 | 1 |
|   | a | b | c | d | e | f | g | h |   |

|   | a | b | c | d | e | f | g | h |   |
| 8 | черен цар на черно поле h8 · бял цар на бяло поле f7 · бял офицер на черно поле g7 · черна пешка на бяло поле h7 · черна пешка на черно поле e5 | черен цар на черно поле h8 · бял цар на бяло поле f7 · бял офицер на черно поле g7 · черна пешка на бяло поле h7 · черна пешка на черно поле e5 | черен цар на черно поле h8 · бял цар на бяло поле f7 · бял офицер на черно поле g7 · черна пешка на бяло поле h7 · черна пешка на черно поле e5 | черен цар на черно поле h8 · бял цар на бяло поле f7 · бял офицер на черно поле g7 · черна пешка на бяло поле h7 · черна пешка на черно поле e5 | черен цар на черно поле h8 · бял цар на бяло поле f7 · бял офицер на черно поле g7 · черна пешка на бяло поле h7 · черна пешка на черно поле e5 | черен цар на черно поле h8 · бял цар на бяло поле f7 · бял офицер на черно поле g7 · черна пешка на бяло поле h7 · черна пешка на черно поле e5 | черен цар на черно поле h8 · бял цар на бяло поле f7 · бял офицер на черно поле g7 · черна пешка на бяло поле h7 · черна пешка на черно поле e5 | черен цар на черно поле h8 · бял цар на бяло поле f7 · бял офицер на черно поле g7 · черна пешка на бяло поле h7 · черна пешка на черно поле e5 | 8 |
| 7 | черен цар на черно поле h8 · бял цар на бяло поле f7 · бял офицер на черно поле g7 · черна пешка на бяло поле h7 · черна пешка на черно поле e5 | черен цар на черно поле h8 · бял цар на бяло поле f7 · бял офицер на черно поле g7 · черна пешка на бяло поле h7 · черна пешка на черно поле e5 | черен цар на черно поле h8 · бял цар на бяло поле f7 · бял офицер на черно поле g7 · черна пешка на бяло поле h7 · черна пешка на черно поле e5 | черен цар на черно поле h8 · бял цар на бяло поле f7 · бял офицер на черно поле g7 · черна пешка на бяло поле h7 · черна пешка на черно поле e5 | черен цар на черно поле h8 · бял цар на бяло поле f7 · бял офицер на черно поле g7 · черна пешка на бяло поле h7 · черна пешка на черно поле e5 | черен цар на черно поле h8 · бял цар на бяло поле f7 · бял офицер на черно поле g7 · черна пешка на бяло поле h7 · черна пешка на черно поле e5 | черен цар на черно поле h8 · бял цар на бяло поле f7 · бял офицер на черно поле g7 · черна пешка на бяло поле h7 · черна пешка на черно поле e5 | черен цар на черно поле h8 · бял цар на бяло поле f7 · бял офицер на черно поле g7 · черна пешка на бяло поле h7 · черна пешка на черно поле e5 | 7 |
| 6 | черен цар на черно поле h8 · бял цар на бяло поле f7 · бял офицер на черно поле g7 · черна пешка на бяло поле h7 · черна пешка на черно поле e5 | черен цар на черно поле h8 · бял цар на бяло поле f7 · бял офицер на черно поле g7 · черна пешка на бяло поле h7 · черна пешка на черно поле e5 | черен цар на черно поле h8 · бял цар на бяло поле f7 · бял офицер на черно поле g7 · черна пешка на бяло поле h7 · черна пешка на черно поле e5 | черен цар на черно поле h8 · бял цар на бяло поле f7 · бял офицер на черно поле g7 · черна пешка на бяло поле h7 · черна пешка на черно поле e5 | черен цар на черно поле h8 · бял цар на бяло поле f7 · бял офицер на черно поле g7 · черна пешка на бяло поле h7 · черна пешка на черно поле e5 | черен цар на черно поле h8 · бял цар на бяло поле f7 · бял офицер на черно поле g7 · черна пешка на бяло поле h7 · черна пешка на черно поле e5 | черен цар на черно поле h8 · бял цар на бяло поле f7 · бял офицер на черно поле g7 · черна пешка на бяло поле h7 · черна пешка на черно поле e5 | черен цар на черно поле h8 · бял цар на бяло поле f7 · бял офицер на черно поле g7 · черна пешка на бяло поле h7 · черна пешка на черно поле e5 | 6 |
| 5 | черен цар на черно поле h8 · бял цар на бяло поле f7 · бял офицер на черно поле g7 · черна пешка на бяло поле h7 · черна пешка на черно поле e5 | черен цар на черно поле h8 · бял цар на бяло поле f7 · бял офицер на черно поле g7 · черна пешка на бяло поле h7 · черна пешка на черно поле e5 | черен цар на черно поле h8 · бял цар на бяло поле f7 · бял офицер на черно поле g7 · черна пешка на бяло поле h7 · черна пешка на черно поле e5 | черен цар на черно поле h8 · бял цар на бяло поле f7 · бял офицер на черно поле g7 · черна пешка на бяло поле h7 · черна пешка на черно поле e5 | черен цар на черно поле h8 · бял цар на бяло поле f7 · бял офицер на черно поле g7 · черна пешка на бяло поле h7 · черна пешка на черно поле e5 | черен цар на черно поле h8 · бял цар на бяло поле f7 · бял офицер на черно поле g7 · черна пешка на бяло поле h7 · черна пешка на черно поле e5 | черен цар на черно поле h8 · бял цар на бяло поле f7 · бял офицер на черно поле g7 · черна пешка на бяло поле h7 · черна пешка на черно поле e5 | черен цар на черно поле h8 · бял цар на бяло поле f7 · бял офицер на черно поле g7 · черна пешка на бяло поле h7 · черна пешка на черно поле e5 | 5 |
| 4 | черен цар на черно поле h8 · бял цар на бяло поле f7 · бял офицер на черно поле g7 · черна пешка на бяло поле h7 · черна пешка на черно поле e5 | черен цар на черно поле h8 · бял цар на бяло поле f7 · бял офицер на черно поле g7 · черна пешка на бяло поле h7 · черна пешка на черно поле e5 | черен цар на черно поле h8 · бял цар на бяло поле f7 · бял офицер на черно поле g7 · черна пешка на бяло поле h7 · черна пешка на черно поле e5 | черен цар на черно поле h8 · бял цар на бяло поле f7 · бял офицер на черно поле g7 · черна пешка на бяло поле h7 · черна пешка на черно поле e5 | черен цар на черно поле h8 · бял цар на бяло поле f7 · бял офицер на черно поле g7 · черна пешка на бяло поле h7 · черна пешка на черно поле e5 | черен цар на черно поле h8 · бял цар на бяло поле f7 · бял офицер на черно поле g7 · черна пешка на бяло поле h7 · черна пешка на черно поле e5 | черен цар на черно поле h8 · бял цар на бяло поле f7 · бял офицер на черно поле g7 · черна пешка на бяло поле h7 · черна пешка на черно поле e5 | черен цар на черно поле h8 · бял цар на бяло поле f7 · бял офицер на черно поле g7 · черна пешка на бяло поле h7 · черна пешка на черно поле e5 | 4 |
| 3 | черен цар на черно поле h8 · бял цар на бяло поле f7 · бял офицер на черно поле g7 · черна пешка на бяло поле h7 · черна пешка на черно поле e5 | черен цар на черно поле h8 · бял цар на бяло поле f7 · бял офицер на черно поле g7 · черна пешка на бяло поле h7 · черна пешка на черно поле e5 | черен цар на черно поле h8 · бял цар на бяло поле f7 · бял офицер на черно поле g7 · черна пешка на бяло поле h7 · черна пешка на черно поле e5 | черен цар на черно поле h8 · бял цар на бяло поле f7 · бял офицер на черно поле g7 · черна пешка на бяло поле h7 · черна пешка на черно поле e5 | черен цар на черно поле h8 · бял цар на бяло поле f7 · бял офицер на черно поле g7 · черна пешка на бяло поле h7 · черна пешка на черно поле e5 | черен цар на черно поле h8 · бял цар на бяло поле f7 · бял офицер на черно поле g7 · черна пешка на бяло поле h7 · черна пешка на черно поле e5 | черен цар на черно поле h8 · бял цар на бяло поле f7 · бял офицер на черно поле g7 · черна пешка на бяло поле h7 · черна пешка на черно поле e5 | черен цар на черно поле h8 · бял цар на бяло поле f7 · бял офицер на черно поле g7 · черна пешка на бяло поле h7 · черна пешка на черно поле e5 | 3 |
| 2 | черен цар на черно поле h8 · бял цар на бяло поле f7 · бял офицер на черно поле g7 · черна пешка на бяло поле h7 · черна пешка на черно поле e5 | черен цар на черно поле h8 · бял цар на бяло поле f7 · бял офицер на черно поле g7 · черна пешка на бяло поле h7 · черна пешка на черно поле e5 | черен цар на черно поле h8 · бял цар на бяло поле f7 · бял офицер на черно поле g7 · черна пешка на бяло поле h7 · черна пешка на черно поле e5 | черен цар на черно поле h8 · бял цар на бяло поле f7 · бял офицер на черно поле g7 · черна пешка на бяло поле h7 · черна пешка на черно поле e5 | черен цар на черно поле h8 · бял цар на бяло поле f7 · бял офицер на черно поле g7 · черна пешка на бяло поле h7 · черна пешка на черно поле e5 | черен цар на черно поле h8 · бял цар на бяло поле f7 · бял офицер на черно поле g7 · черна пешка на бяло поле h7 · черна пешка на черно поле e5 | черен цар на черно поле h8 · бял цар на бяло поле f7 · бял офицер на черно поле g7 · черна пешка на бяло поле h7 · черна пешка на черно поле e5 | черен цар на черно поле h8 · бял цар на бяло поле f7 · бял офицер на черно поле g7 · черна пешка на бяло поле h7 · черна пешка на черно поле e5 | 2 |
| 1 | черен цар на черно поле h8 · бял цар на бяло поле f7 · бял офицер на черно поле g7 · черна пешка на бяло поле h7 · черна пешка на черно поле e5 | черен цар на черно поле h8 · бял цар на бяло поле f7 · бял офицер на черно поле g7 · черна пешка на бяло поле h7 · черна пешка на черно поле e5 | черен цар на черно поле h8 · бял цар на бяло поле f7 · бял офицер на черно поле g7 · черна пешка на бяло поле h7 · черна пешка на черно поле e5 | черен цар на черно поле h8 · бял цар на бяло поле f7 · бял офицер на черно поле g7 · черна пешка на бяло поле h7 · черна пешка на черно поле e5 | черен цар на черно поле h8 · бял цар на бяло поле f7 · бял офицер на черно поле g7 · черна пешка на бяло поле h7 · черна пешка на черно поле e5 | черен цар на черно поле h8 · бял цар на бяло поле f7 · бял офицер на черно поле g7 · черна пешка на бяло поле h7 · черна пешка на черно поле e5 | черен цар на черно поле h8 · бял цар на бяло поле f7 · бял офицер на черно поле g7 · черна пешка на бяло поле h7 · черна пешка на черно поле e5 | черен цар на черно поле h8 · бял цар на бяло поле f7 · бял офицер на черно поле g7 · черна пешка на бяло поле h7 · черна пешка на черно поле e5 | 1 |
|   | a | b | c | d | e | f | g | h |   |

Решение:

1. Oh6+ Цg8 
2. g7 Цf7

(Ако 2… e6+ 
3. Цd6!! Цf7 
4. Цe5 Цg8 
5. Цf6; или 2…e5 3. Цe6)

3. g8Д+!! Възможно е също 3. g8O+, но не 3. g8T е6+! 4. Цe5 Ц:g8 с реми. 3… Ц:g8 
4. Цe6 Цh8 5. Цf7 e5 6. Og7#